# Angry (canción de The Rolling Stones)
«Angry» es una canción de la banda de rock británica The Rolling Stones, que sirve como sencillo principal de su álbum de estudio Hackney Diamonds. Lanzado el 6 de septiembre de 2023, es la primera canción original nueva de la banda en tres años (después del sencillo «Living in a Ghost Town» en 2020, que no forma parte de ningún álbum), mientras que Hackney Diamonds es su primer lanzamiento completo de nueva música original en dieciocho años (después de A Bigger Bang en 2005). Jagger dijo que la canción se inspiró libremente en la película de 2006, Night at the Museum.

## Lanzamiento y promoción
El 2 de septiembre de 2023, después de un par de semanas de crípticos avances en línea para el nuevo álbum, la banda mostró un breve fragmento de «Angry» en el sitio web dontgetangrywithme.com, que experimentó inestabilidad y errores frecuentes que algunos interpretaron como intencionales. El 4 de septiembre, se anunció oficialmente el álbum, al igual que los planes para una transmisión en vivo con el presentador de televisión Jimmy Fallon donde se revelaría más información y se estrenaría el sencillo principal. El 6 de septiembre, la transmisión en vivo se transmitió en el canal oficial de YouTube de los Rolling Stones mientras se filmaba en el Hackney Empire Theatre de Londres. Fallon entrevistó a la banda, quien reveló la lista de canciones del álbum y la fecha de lanzamiento y también respondió varias preguntas enviadas por los fanáticos, y el video musical de «Angry» se estrenó después de que concluyó la entrevista. El vídeo, dirigido por Francois Rousselet, muestra a la actriz Sydney Sweeney paseando en un convertible rojo por Los Ángeles, con los miembros de la banda cantando y tocando desde grandes vallas publicitarias a lo largo del camino.
Esta canción está incluida en la banda sonora de EA Sports FC 24.

## Recepción
«Angry» recibió críticas principalmente positivas. Una reseña de The Telegraph calificó la canción con 5 de 5 estrellas, calificándola como «el mejor sencillo de la banda en cuatro décadas, una explosión absoluta [con] un desafío extravagante y lascivo»; describiendo el riff como «desafiantemente tonto», el solo de guitarra como «retorcido» y el estilo general como «absolutamente anticuado». Otra reseña de 5 estrellas del periódico I comparte este sentimiento positivo, caracterizando la canción como «rock 'n' roll alegre y desgarrador» con un «riff de guitarra característicamente grande y seguro [y] un estribillo pegadizo» que están «[imbuidos con] sentimiento y vida». Una reseña de 4 estrellas de The Guardian también se hace eco de este elogio, citando la capacidad de la banda para «aumentar y disminuir inteligentemente de acordes menores a mayores, transmitiendo [una] historia de desesperación y resignación alternadas»y al mismo tiempo haciendo que la canción sea «un completo desternillante [eso] sugiere diversión, libertad y hambre creativa». Alternativamente, una reseña de Far Out ofreció una opinión disidente y calificó la canción con 2,5 de 5 estrellas, criticando la canción como «claramente promedio» y «Stones por números», afirmando además que hace uso de «los mismos riff de blues prestados y bastante cansados» y que «su objetivo es emocionar pero simplemente excitar».

## Personal
The Rolling Stones
- Mick Jagger: voz, guitarra
- Keith Richards: guitarra, bajo
- Ronnie Wood: guitarra

Personal adicional
- Matt Clifford: piano
- Steve Jordan: batería
- Andrew Watt: producción, coros, percusión

## Posicionamiento en las listas
| Listas (2023)                                  | Mejor posición |
| ---------------------------------------------- | -------------- |
| Alemania (Offizielle Deutsche Charts)          | 21             |
| Austria (Ö3 Austria Top 40)                    | 41             |
| Bélgica (Flandes) (Ultratop 50)                | 32             |
| Corea del Sur BGM (Circle)                     | 153            |
| Estados Unidos US Hot Rock & Alternative Songs | 32             |
| Japón (Japan Hot 100)                          | 66             |
| Países Bajos (Mega Single Top 100)             | 52             |
| Países Bajos (Tipparade)                       | 16             |
| Nueva Zelanda Hot Singles (RMNZ)               | 11             |
| Reino Unido (UK Singles Chart)                 | 34             |
| Suecia Heatseeker (Sverigetopplistan)          | 11             |
| Suiza (Schweizer Hitparade)                    | 57             |

### Listas mensuales
| Listas (2023)  | Mejor posición |
| -------------- | -------------- |
| Paraguay (SGP) | 41             |